# Aviron (Eure)
Aviron és un municipi francès situat al departament de l'Eure i a la regió de Normandia. L'any 2007 tenia 1.126 habitants.

## Demografia

### Població
El 2007 la població de fet d'Aviron era de 1.126 persones. Hi havia 396 famílies, de les quals 42 eren unipersonals (19 homes vivint sols i 23 dones vivint soles), 144 parelles sense fills, 171 parelles amb fills i 39 famílies monoparentals amb fills.
La població ha evolucionat segons el següent gràfic:
Habitants censats

### Habitatges
El 2007 hi havia 411 habitatges, 396 eren l'habitatge principal de la família, 5 eren segones residències i 10 estaven desocupats. 408 eren cases i 2 eren apartaments. Dels 396 habitatges principals, 374 estaven ocupats pels seus propietaris, 20 estaven llogats i ocupats pels llogaters i 2 estaven cedits a títol gratuït; 2 tenien dues cambres, 24 en tenien tres, 89 en tenien quatre i 280 en tenien cinc o més. 328 habitatges disposaven pel capbaix d'una plaça de pàrquing. A 110 habitatges hi havia un automòbil i a 274 n'hi havia dos o més.

### Piràmide de població
La piràmide de població per edats i sexe el 2009 era:
| Homes | Edats   | Dones |
| ----- | ------- | ----- |
| 0     | 95 o +  | 0     |
| 0     | 90 a 94 | 0     |
| 0     | 85 a 89 | 8     |
| 4     | 80 a 84 | 4     |
| 4     | 75 a 79 | 0     |
| 16    | 70 a 74 | 8     |
| 32    | 65 a 69 | 16    |
| 16    | 60 a 64 | 24    |
| 16    | 55 a 59 | 20    |
| 68    | 50 a 54 | 40    |
| 44    | 45 a 49 | 72    |
| 48    | 40 a 44 | 68    |
| 88    | 35 a 39 | 64    |
| 20    | 30 a 34 | 24    |
| 40    | 25 a 29 | 12    |
| 36    | 20 a 24 | 20    |
| 44    | 15 a 19 | 40    |
| 52    | 10 a 14 | 60    |
| 52    | 5 a 9   | 60    |
| 20    | 0 a 4   | 24    |

## Economia
El 2007 la població en edat de treballar era de 769 persones, 587 eren actives i 182 eren inactives. De les 587 persones actives 550 estaven ocupades (285 homes i 265 dones) i 36 estaven aturades (17 homes i 19 dones). De les 182 persones inactives 71 estaven jubilades, 79 estaven estudiant i 32 estaven classificades com a «altres inactius».

### Ingressos
El 2009 a Aviron hi havia 409 unitats fiscals que integraven 1.155 persones, la mediana anual d'ingressos fiscals per persona era de 25.625 €.

### Activitats econòmiques
Dels 28 establiments que hi havia el 2007, 7 eren d'empreses de construcció, 7 d'empreses de comerç i reparació d'automòbils, 2 d'empreses de transport, 3 d'empreses d'informació i comunicació, 5 d'empreses de serveis, 2 d'entitats de l'administració pública i 2 d'empreses classificades com a «altres activitats de serveis».
Dels 8 establiments de servei als particulars que hi havia el 2009, 2 eren paletes, 2 guixaires pintors, 3 fusteries i 1 perruqueria.
L'any 2000 a Aviron hi havia 9 explotacions agrícoles que ocupaven un total de 222 hectàrees.

## Equipaments sanitaris i escolars
El 2009 hi havia una escola elemental.

## Poblacions més properes
El següent diagrama mostra les poblacions més properes.